# Лукани
Луканите (Lucani; на гръцки: λυκος - „вълк“) са италийско племе, което е говорело на оскийски език. Те са населявали от 5 век пр.н.е. територията между реките Селе, Брандано, Лао и Крати. Тази територия е наречена на тях Лукания и отговаря проблизително на днешния регион Базиликата в Южна Италия. През 4 век пр.н.е. те се разширяват и на югозапад в днешна Калабрия. Това води до конфликти с гръцките градове Сиракуза и Таранто.
От 3 век пр.н.е. те са покорени от Древен Рим и през 1 век пр.н.е. са напълно романизирани.